# Wayne Messam
Wayne Martin Messam (South Bay, 7 de junho de 1974) é um político, empresário e ex-jogador de futebol americano que foi prefeito de Miramar no estado da Flórida posição que ocupa desde 2015.
É filiado ao Partido Democrata, tendo sido eleito pela primeira vez para a Comissão da Cidade Miramar em 2011, antes de derrotar o prefeito Lori Cohen Moseley nas eleições de 2015. Messam também é um empreiteiro geral e proprietário de uma empresa de construção.
Messam concorreu à indicação democrata de Presidente dos Estados Unidos na eleição presidencial de 2020 nos Estados Unidos. Lançou oficialmente sua campanha em 28 de março de 2019. Optou por  suspender sua campanha presidencial em 20 de novembro de 2019, depois de não se qualificar para nenhum dos debates democratas.

## Biografia

### Primeiros anos e formação acadêmica
Os pais de Messam, Delsey e Hubert, nasceram na Jamaica, onde seu pai cortou cana. Messam é o quarto de cinco filhos e o primeiro a nascer nos Estados Unidos. Messam nasceu e foi criado em South Bay, Flórida, e frequentou a Glades Central High School, em Belle Glade, Flórida.
Posteriormente, frequentou a Universidade Estadual da Flórida, onde jogou como receptor dos Seminoles do Estado da Flórida de 1993 a 1996. Messam foi membro da equipe do campeonato nacional de 1993 e recebeu 62 passes em 793 jardas e quatro touchdowns durante o futebol americano universitário. Formou-se bacharel em Sistemas de informação Gerencial em 1997.
Não foi sido selecionado no Draft da NFL de 1997.

## Vida política
Messam fundou uma empresa de construção em 2007. Foi eleito pela primeira vez para a Comissão da Cidade de Miramar, Flórida, em 2011, e foi eleito prefeito da cidade em 2015, derrotando Lori Cohen Moseley e a ex-vice-prefeita Alexandra Davis com 38,5% dos votos após deixar o cargo da comissão. Ele venceu a reeleição em 12 de março de 2019.
Messam serve como presidente do National Black Caucus de funcionários eleitos locais.

### Campanha presidencial de 2020
No início de 2019, algumas fontes indicaram que ele estava considerando uma oferta pela indicação presidencial democrata em 2020, que ele não confirmou nem negou, afirmando que "todas as opções permanecerão na mesa".
Em 13 de março de 2019, Messam anunciou a formação de um comitê exploratório para uma corrida em potencial. Anunciou formalmente sua candidatura em 28 de março de 2019.
Sua campanha recebeu US$ 43.531 em doações para campanhas no primeiro trimestre de 2019. Em abril, ele foi acusado de não pagar seus funcionários. Em 28 de junho, em texto à revista Fortune Magazine que a falta de dinheiro impedia sua campanha de receber atenção nacional.
O relatório de captação de recursos do terceiro trimestre de Messam declarou inicialmente que ele havia recebido apenas cinco dólares em receita e não gastou nenhum dólar. Messam afirmou que os baixos valores eram atribuíveis a uma "falha no computador". Mais tarde, Messam corrigiu esses valores para declarar que havia recebido US$ 15.312 em renda e gasto US$ 10.678 durante o terceiro trimestre. Seus relatórios trimestrais de fim de ano mostraram que entre o início do quarto trimestre e o final de sua campanha, Messam não recebeu dinheiro em contribuições.
Messam suspendeu sua campanha presidencial em 20 de novembro de 2019. Ele não se qualificou para nenhum debate democrata e não foi classificado como "grande candidato" por agências como a FiveThirtyEight. 

## Desempenho eleitoral
| Ano  | Cargo                                                       | Votos | Resultado | Ref.   |
| ---- | ----------------------------------------------------------- | ----- | --------- | ------ |
| 2011 | Membro do Distrito da Comissão Municipal de Miramar 4, 2011 | 1.120 | Eleito    | [ 25 ] |
| 2015 | Prefeito de Miramar                                         | 2.756 | Eleito    | [ 25 ] |
| 2019 | Prefeito de Miramar                                         | 5.847 | Eleito    | [ 25 ] |